# Begonia arachnoidea
Begonia arachnoidea là một loài thực vật có hoa trong họ Thu hải đường. Loài này được C.I. Peng, Y. Liu & S.M. Ku mô tả khoa học đầu tiên năm 2008.